# Charlie Hudson
Charlie Hudson (Ada, 18 agosto 1949) è un ex giocatore di baseball statunitense.

## Biografia
È un ex lanciatore mancino della Major League Baseball che ha giocato dal 1972 al 1975 per i St. Louis Cardinals, Texas Rangers e California Angels. Era alto 182 cm e pesava 83 kg. Ha frequentato la Tupelo High School di Tupelo in Oklahoma.
Hudson è stato originariamente redatto dai New York Mets nel decimo round della bozza del 1967. Ha avuto un discreto successo come titolare nei minori, ad esempio facendo un 20-9 combinato con una ERA 2.10 nelle sue prime stagioni in lega minore. A volte ha ricoperto anche il ruolo di lanciatore di rilievo nei minori e ha visto il successo anche in quel ruolo.
Prima di giocare in un'uniforme della Major League con i Mets, Hudson è stato ceduto insieme ad Art Shamsky, Jim Bibby e Rich Folckers ai St. Louis Cardinals per Jim Beauchamp, Harry Parker, Chuck Taylor e Chip Coulter il 18 ottobre 1971.
Ha trascorso meno di un anno nei Cardinals, in lega minore, prima di fare il suo debutto nella grande lega, il 21 maggio 1972, contro i Chicago Cubs all'età di 21 anni. Nonostante nella sua prima partita ricoprisse il ruolo di battitore, Hudson non ha ceduto un solo colpo e non ha permesso un singolo run in due inning pitched. Nonostante il successo della sua prima partita, la stessa cosa non si può dire per il resto della stagione, in quanto ha terminato con un 5.11 ERA in 12 presenze di soccorso.
Il 1 febbraio 1973 venne ceduto per un giocatore che in seguito sarebbe stato chiamato ai Rangers. Il giocatore dei Cardinals che avrebbero poi chiamato era Mike Nagy, mentre il giocatore dei Rangers scelto in seguito era Mike Thompson. Nel 1973 creò il knuckball, che diventò il suo passo chiave. 
Hudson è apparso in 25 partite nel 1973, iniziando quattro di esse. Ha pubblicato un'ERA di 4.62 ed ha eliminato 34 battitori in 621⁄3 innings.
Il 24 aprile 1974 fu ceduto ai Cleveland Indians in favore per Ted Ford. Tuttavia, non è mai apparso nelle Majors con l'uniforme degli Indians, ed è stato mandato agli Angels il 12 settembre 1974 in cambio di Bill Gilbreth. 
Nel 1975, è apparso in tre partite con gli Angels, iniziando una di esse. Ha stabilito un record di 0-1. In cinque e due terzi di innings di quell'anno, Hudson ha ceduto sei punti guadagnati per un'ERA di 9.53. Ha giocato la sua ultima partita il 10 luglio 1975.
Nel complesso, Hudson fece un'ERA di 5.04 in 40 partite, iniziando 5 di esse. In 801⁄3 innings, cedette 76 battute, andò in prima base 42 volte ed eliminò 38 battute. 

## Altre informazioni
- L'ultimo home run  che Hudson abbia mai ceduto è stato quello dell'Hall of Famer Frank Robinson.
- Ha indossato tre numeri di uniforme nella sua carriera: 30 nel 1972, 14 nel 1973 e 41 nel 1975.